# Flabellum sexcostatum
Espèce
Statut CITES
Flabellum sexcostatum est une espèce de coraux appartenant à la famille des Flabellidae.